# Tarczogonowate
Tarczogonowate (Uropeltidae) – rodzina węży z infrarzędu Alethinophidia w rzędzie łuskonośnych (Squamata). 

## Zasięg występowania
Do rodziny należą endemity dla południowych Indii (głównie Ghatów Zachodnich) i Cejlonu. Prowadzą naziemny tryb życia.

## Charakterystyka
Przedstawiciele rodziny mają szczątkowy pas miednicowy. Głowa jest przystosowana do drążenia chodników w ziemi. Ogon jest krótki, zakończony charakterystyczną, silnie rozwiniętą, pokrytą kolcami łuską, która umożliwia zakotwiczenie się w czasie drążenia tuneli w ziemi oraz może zasłaniać wejście do nory. Oczy są małe i przykryte okularem. Osiągają od 20 do 75 cm długości.
Ich dieta składa się przeważnie z bezkręgowców, zwłaszcza dżdżownic.
Z powodu nietypowej dystrybucji geograficznej (tereny rozdzielone łańcuchami górskimi) i endemiczności uważane za analogiczne do zięb Darwina jako przypadek oddziaływania radiacji adaptacyjnej.

## Podział systematyczny
Do rodziny należą następujące rodzaje:
- Melanophidium
- Platyplectrurus
- Plectrurus
- Pseudoplectrurus – jedynym przedstawicielem jest Pseudoplectrurus canaricus
- Rhinophis
- Teretrurus
- Uropeltis